# Енос (планина)
Планина Енос (старогрчки: Αιρος Αινος; савремени грчки: Αρος Αινος) се налази на острву Кефалонија које је једно од Грчких острва Јонском мору. Од 1962. Планине Енос је укључена у Национални парк Енос. 

## Локација и опис
Планина Аенос је највиша планина на острву Кефалонија које је једно од острва у Јонском мору. То је кратки планински ланац који је главна копнена маса острва Кефалонија. Смештен је на југоисточном диелу острва у смеру сјеверозапад-југоисток, чија висина прелази 1000 м. а дужина му је 11 км. са највишим врхом Мегас Сорос (Μεγας Σωρος) са надморском висином од 1628 м, а затим следе: Ставрос (1532 м.), Кроукоубиас (1508 м.), Воунос (1312 м.), Вигла (1050 м.) И Кефали Петри (1025 м.).
На овој планини нема скијалишта. Аутопут пролази преко планинског ланца и повезује југозападни и источни део острва. Око 3.000 до 4.000 људи живи на падинама Еноса. На врху планине се налази више релеја за телевизију и мобилну телефонију.

## Топографија
Планина Енос је дуга око 11 км и формира кичму острва у правцу југоисток/северозапад. Планина Роуди је продужетак Еноса на северозападу, чији је врх Иоутари висок је 1125 м. 4 Јужне и југозападне падине планине су стрме док су остале падине су мање стрме.

## Геологија
Планина Енос и западни део острва део су тектонске зоне Пакос, источног продужетка Јадранске плоче, а источна обала острва припада Егејској тектонској плочи. Цела Кефалонија и њене планине налазе се на сложеној мрежи раседа.
Стене од којих је састављена планина су кречњак и доломит, и њихово порекло се протеже од креде до палеогена. 
Горњи кречњачи слојеви су посебно подложни красу, а спојеви њихових добро дефинисаних слојева често стварају подземне краске шупљине. На површини је пуно шкарпи. Комбинацијом шкарпи и подземних шупљина формирало се крашко поље у подножју источне стране Еноса на 390 метара надморске висине а честе су и пећине у том подручју.
Неравномерна стрмина јужних и југозападних падина које су стрмије од осталих падина посљедица је углавном источне оријентације кредних слојева калцита. То значи да већина падавина на планину теку ка источној обали, углавном преко бунара и других подземних шупљина.

## Флора и фауна
Већина планинског ланца прекривена је грчком јелом (Abies cephalonica) и црним бором (Pinus nigra) . Борове шуме расту на висини од 700 до 1200 м.
На планини у боровој шуми живе полу дивљи пони.

## Клима
Клима је медитеранска: влажне зиме, сува лета са мало кише и са температурама које се разликују у зависности од надморске висине, чији просек у топлој сезони остаје испод 22 °C. Од јануара до фебруара температура пада на око 1 °C, а у јулу достиже 26,5 °C. Обично пада снег од децембра до марта.